# 伯爾齊國際機場
伯爾齊国际机场（羅馬尼亞語：Aeroportul Internațional Bălți）是摩爾多瓦第二大民用機場，也是伯爾齊的兩個主要機場之一。該機場於1989年啟用。